# Marulić (revija)
Marulić je hrvatska književna revija.

## O listu
Ime je dobila po hrvatskom književniku, ocu hrvatske književnosti, Marku Maruliću. Prvi broj izišao je 1968. godine. Od 1968. do 1973. izlazila je četiri puta godišnje, a otada izlazi kao dvomjesečnik. Nakladnik joj je Hrvatsko književno društvo svetog Jeronima.
Do 1975. časopis su uređivali Stjepan Krčmar (glavni i odgovorni urednik), Radovan Grgec i Ante Jakšić, od 1976. do 2007. glavni je i odgovorni urednik bio Radovan Grgec, a od 2008. uredništvo čine Mladen Jurčić, Jerko Grgec, Tvrtko Klarić i Petar Grgec. Potkraj 2010. nakladnik je za glavnog urednika (svih svojih izdanja, pa tako i "Marulića") izabrao Đuru Vidmarovića. On je bio glavni urednik časopisa od drugog do šestog broja 2011., nakon čega je uređivanje povjereno Tvrtku Klariću, Petru Grgecu i Jerku Grgecu.
Književnik Ante Stamać jednom je prigodom časopis Marulić s obzirom na njegovu poziciju među hrvatskim časopisima za književnost i kulturu prispodobio "desnom razbojniku", dok bi "lijevi razbojnik" bio Gordogan, a u sredini bila bi Republika. U svakom slučaju – taj "dobri razbojnik" dao je vrijednih prinosa hrvatskoj pisanoj riječi, kao što su, primjerice, uvodnici Radovana Grgeca, koji su, pod naslovom "Uz rub", izlazili redovito u Maruliću tri desetljeća (do 2007.), ili, u sedamdesetim i osamdesetim godinama 20. stoljeća, kazališnokritički i književnokritički članci Svevlada Slamniga, eseji i komentari Vojmila Rabadana o aktualnim kulturnim događajima (poglavito teatarskima) i kazališne kritike Mirka Petravića, koji je k tome osamdesetih godina na stranicama "Marulića" objavio tridesetak razgovora s hrvatskim kazališnim glumcima, pjevačima, režiserima... – prave "medaljone" iz našega teatarskoga života, kako ih je tada u dnevnom tisku nazvao Pavao Cindrić.
I u najnovije doba Marulić je u bitnome ostao vjeran svojim korijenima, ne odustajući ni od otvorenosti za različita uvjerenja i stavove, ali ni od jasne profiliranosti – kao kulturno-književni časopis katoličkoga usmjerenja. U tom razdoblju u časopisu surađuju, među ostalima, Josip Sanko Rabar, Božidar Prosenjak, Ljerka Schiffler, Vladimir Rem, Nikica Talan, Melanija Ivezić-Talan, Tomislav Maretić, Stjepan Babić, Vladimir Lončarević, Zdenko Kremer, Đuro Vidmarović, Rajko Glibo, Krešimir Veselić, Stjepan Kožul, Vladimir Devidé, Domagoj Grečl, Irena Lukšić, Mirko Tomasović, Mladen Jurčić, Jerko Grgec, Tvrtko Klarić, Davor Dijanović, Lojzo Buturac, u najnovije vrijeme Stjepan Razum, Agneza Szabo i Jelka Pavišić, a prijevodno su čitaocima predstavljeni zanimljivi suvremeni i stariji autori kao što su Evelyn Underhill, Giovanni Papini, Torquato Tasso, Ilja Stogov, Joseph Ratzinger, Marcello Pera, Javier Sierra, Flannery O’Connor, Clive Staples Lewis, Silvano Borruso, James Como, Václav Klaus, Joseph César Alcala, César Vidal, William F. Buckley ml., Rafael Gambra-Ciudad, Pablo Molina, Edith Stein, John Henry Newman, Peter Schweizer, Jakob Böhme, Leonardo Castellani.
Godine 2013. Hrvatsko književno društvo sv. Jeronima pod novom je upravom donijelo odluku da otpusti sve svoje urednike. Nakon četrdeset četiri godine redovitog izlaženja, 2013. do rujna nije objavljen ni jedan broj Marulića. U listopadu je objavljen dvobroj (za mjesece od siječnja do travnja), koji je uredilo staro, u međuvremenu otpušteno uredništvo. Otada časopis uređuje, do zadnjeg broja 2016., Jelka Pavišić, lektorica Tkalčića, godišnjaka Društva za povjesnicu Zagrebačke nadbiskupije, a tekst oblikuje i prelama te izdavača zastupa Stjepan Razum, svećenik i arhivist Zagrebačke nadbiskupije, glavni urednik Tkalčića i (od rujna 2012.) predsjednik HKD-a sv. Jeronima. U prosincu 2016. godine Upravni odbor HKD-a sv. Jeronima donosi odluku da se časopis Marulić od prvog broja 2017. objavljuje korijenskim pravopisom. Zbog toga se Jelka Pavišić zahvalila na daljnjem uređivanju. Uredništvo časopisa, na čelu sa Stjepanom Razumom i Antom Kraljevićem, ravnat će se ubuduće prema Hrvatskom pravopisu Franje Cipre i Bratoljuba Klaića iz 1944. godine.

## Urednici
- Stjepan Krčmar, Radovan Grgec, Tvrtko Klarić, Petar Grgec, Mladen Jurčić, Jerko Grgec, Đuro Vidmarović, Jelka Pavišić

## Poznati suradnici
Svevlad Slamnig, Ante Jakšić, Radovan Grgec, Vojmil Rabadan, Mirko Petravić, Josip Sanko Rabar, Stjepan Babić, Vladimir Rem, Nikica Talan, Ljerka Schiffler, Krešimir Veselić, Mladen Jurčić, Tvrtko Klarić, Đuro Vidmarović, Mato Nedić, Ljerka Mikić, Mate Šimundić, Ivica Strikan Budulica, Juraj Lončarević, Živan Bezić, Kuzma Moskatelo,...

## Vanjske poveznice
Mrežna mjesta
- Marulić na Internet Archive
- In memoriam: Radovan Grgec, www.croatia.org